# Conservation Science in Cultural Heritage
Conservation science in cultural heritage è una rivista accademica internazionale, nata nel 2009 sotto la direzione di Salvatore Lorusso, e pubblicata dal Dipartimento di Storie e Metodi per la Conservazione dei Beni Culturali (Di.S.Me.C.) dell'Università di Bologna, dal Centro Interdipartimentale di Ricerca in Ingegneria dell'Automazione e dei Sistemi (CIRIAS) dell'Università di Palermo e dal Centro di Progettazione, Design e Tecnologie dei Materiali (CETMA) di Brindisi. Si occupa di scienza della conservazione nell'ambito dei beni culturali.
Pubblica ad accesso aperto, con licenza CC BY, in inglese ed italiano (ma pubblica gli abstract anche in francese, russo, spagnolo e tedesco), con diffusione internazionale.
Il processo di revisione è double blind peer review, e il comitato scientifico è internazionale.
Nel 2012, è diventata una rivista di classe A nelle liste redatte dall'ANVUR.

## Diffusione
La rivista è indicizzata nei seguenti database.:
- Academia.edu
- ACNP
- BASE
- DOAJ
- EBSCO
- Google Scholar
- JournalTOCs
- JURN
- Latinindex
- PLEIADI
- Scirus
- SUMMONS
- Ulrich's
- Worldcat